# Jardín Botánico Auchgourish
El Jardín Botánico Auchgourish en inglés: Auchgourish Botanic Garden es un jardín botánico de unas 4 hectáreas de extensión que se encuentra en Inverness, Escocia. 
Es miembro del BGCI, y presenta trabajos para la Agenda Internacional para la Conservación en los Jardines Botánicos.
El código de identificación del Auchgourish Botanic Garden como miembro del "Botanic Gardens Conservation International" (BGCI), así como las siglas de su herbario es AUCHG.

## Localización
Auchgourish Botanic Garden, Street of Kincardine by Boat of Garten Strath Spey, Inverness-shire PH24 3BP United Kingdom-Reino Unido
Planos y vistas satelitales.57°15′N 3°45′O / 57.250, -3.750, 
Es el jardín botánico más nórdico del Reino Unido y aunque se encuentra a una latitud similar a la de Moscú, Novosibirsk, península de Kamchatka sin embargo su clima es más suave gracias a la influencia benéfica de la corriente del Golfo.

## Historia
La creación de este jardín botánico tiene sus inicios en 1994 con el cultivo de diversas especies de plantas de semilla inicialmente en un pequeño vivero en la aldea próxima de « Boat of Garten ». 
Estas semillas, así como las semillas que se continuaron sembrado cada año, ha sido y seguirá siendo, fuente de trabajo para los botánicos que trabajaban a menudo en áreas remotas de Europa, Asia, y Norteamérica. 
El lugar del actual jardín botánico estaba ocupado anteriormente por una plantación forestal comercial del año 1978. 
Posteriormente en 1996, se hizo la cosecha comercial de la madera de las coníferas que sobre todo del pino no nativo Pinus contorta var. latifolia. Sin embargo, conservando todos los pequeños grupos y árboles individuales del pino escocés caledonio nativo ( Pinus sylvestris var. scotica), junto con algunos abedules (Betula pendula) y otros árboles que se han ido plantando que sirven como cortavientos y abrigo en el circuito del jardín botánico. 
Entonces comenzó el trabajo de diseño donde los grupos regionales de plantas fueron colocados. El diseño del jardín utiliza e incorpora las rutas creadas para extraer la madera cosechada como las avenidas de la entrada. 
También en estas zonas de tierra abrigada por los árboles conservados, fue despejada y nivelada para erigir el túnel polivinílico del vivero, en el cual la mayoría de las plantas serían cultivadas posteriormente. 

## Colecciones
El diseño general del jardín se basa principalmente en regiones biogeográficas tales como Japón, Himalayas, Corea etc, junto con jardines de roca chinos y norteamericanos así como un jardín alpino y de un « Saint Andrew’s garden » jardín de San Andrés, este último para conmemorar la cruz del santo escocés, la bandera nacional más vieja del mundo y en el cual florecen todas las plantas botánicas en azul o blanco. 
Una gran proporción de las plantas del "Auchgourish Gardens" se han cultivado de semillas de origen silvestre o de padres de origen silvestre recolectadas alrededor del hemisferio norte, incluyendo Alaska y Kamtchatka en las zonas templadas árticas, boreales, alpinas y norteñas. Estas semillas están a menudo garantizadas por botánicos profesionales (bajo licencia) que trabajan a menudo en la antigua Unión Soviética, algunas especies de estas plantas no se han cultivado previamente en Occidente. Hay también varias especies de varios géneros que todavía no han sido nombrados, incluyendo algunos raros iris y lirios del Tíbet. 
Entre los géneros de plantas más cultivadas destacan:
- Alnus
- Arisaema
- Betula
- Clematis
- Iris
- Lilium, Lilium pardalinum gigantieum, Lilium martagon, Lilium medeoloides, . .
- Malus
- Paeonia
- Primula
- Prunus
- Pyrus
- Rhododendron enanos, o de tamaño mediano
- Rosa
- Rubus
- Sauces y serbales enanos.

Pinus contorta var. latifolia, Pinus sylvestris var. scotica, 